# Astera
Astera est un groupe coopératif français de pharmaciens qui propose des solutions pour le développement de l'officine.
Au travers de sa filiale CERP Rouen, il est aujourd'hui le deuxième grossiste répartiteur français en termes de parts de marché.

## Présentation

### Historique
1919 : Création par 15 pharmaciens rouennais de la Mutuelle Coopérative Pharmaceutique Rouennaise (M.C.P.R).
1933 : Ouverture d'une agence au Havre.
1939 : Transfert de l'agence de Rouen dans de nouveaux locaux, avenue des Augustins, qui reste le siège social à ce jour.
1961 : la M.C.P.R se rapproche d'autres sociétés coopératives ou confraternelles dans le cadre d'une association, le CERP (Centre d'Étude de la Répartition Pharmaceutique).
1965 : Ouverture d'une agence à Laigneville.
1966 : la M.C.P.R devient CERP Rouen : Coopérative d'Exploitation et de Répartition Pharmaceutiques. À Rouen; l'activité de répartition pharmaceutique est transférée dans des locaux de 10 000 m2 à Saint-Étienne-du-Rouvray. Installation du premier ordinateur : un IBM 360-20 4K.
1969 : la CERP Rouen et la CERP Nord Est fusionnent (agences de Lille, Maubeuge et Saint-Quentin).
1971 : rachat des Établissements Deconninck (Agences de Calais et de Boulogne-sur-Mer).
1972 : intervention de soutien à l'Union Pharmaceutique du Midi, dont le siège est à Toulouse, qui aboutit en 1976 à la fusion des agences de Toulouse, Albi et Perpignan.
1972/73 : reprise de CERP Caen et de Valenciennes au Comptoir National Pharmaceutique Français.
1975 : rachat d'un grossiste parisien.
1981 : reprise de la Coopérative de Lyon (Agences de Lyon et Mâcon).
1982/83 : reprise de CERP Ouest (agences de Cholet, Saint-Herblain, Saint-Nazaire, Vannes, Lorient et Quimper).
1983 :  reprise du Groupement des Pharmaciens de Bordeaux (Agences de Pessac et d'Agen).
1999 : Bordeaux devient agence régionale
2000 : les deux premiers magasins régionaux de Pessac (région bordelaise) et Le Plessis-Robinson (région parisienne) ouvrent leurs portes, les structures se modernisent.
2001 : la 3e agence régionale est créée à Villeneuve-d'Ascq (région lilloise).
2005 : un nouvel établissement ouvre ses portes à Mareuil-lès-Meaux. La société CEDIVET intègre CERP Rouen en tant que département vétérinaire.
2006 : Acquisition de la société Première Ligne.
2007 : CERP Rouen et Sanacorp, se rapprochent.
1er octobre 2008 : la coopérative CERP Rouen devient Astera, groupe coopératif.
2009 : Ouverture de 3 nouvelles agences : Joué-lès-Tours, Biron et Pont-à-Mousson.
2010 : Ouverture de l'agence de Chalons-en-Champagne
2013 : Fusion des agences de Saint-Herblain et de Saint-Nazaire sur le site des Sorinières (banlieue nantaise)
2015 : Transfert de l'agence de Pierre-Bénite vers Irigny (région lyonnaise)

### Les fondements de la coopérative
Tout d'abord, le statut de coopérative confère aux pharmaciens un double statut client-propriétaire. Ainsi, plus de 99 % du capital social de la coopérative est détenu par les pharmaciens sociétaires. C'est à ce titre une différence majeure par rapport aux sociétés anonymes, dont le capital social est ouvert aux investisseurs extérieurs.
Ainsi propriétaire de leur outil d'approvisionnement, les pharmaciens sociétaires prennent part aux décisions de l'entreprise lors de l'assemblée générale selon le principe une personne = une voix, et bénéficient d'une redistribution des bénéfices d'Astera.

### Les chiffres clés
Activité :
6 700 sociétaires
32 agences en France, 4 en Belgique et 16 en Allemagne
2e répartiteur en France
4e répartiteur en Europe à travers Sanastera (holding répartition)
3 600 collaborateurs
32 000 produits référencés
Éléments financiers :
+ 1,5 % de croissance du chiffre d'affaires net du groupe en 2017
4,9 M€ chiffre d'affaires net du groupe Astera
Chiffre d'affaires du groupe par activité en 2014 :
CERP Rouen : 3,5 milliards d'euros
Oxypharm : 101,8 millions d'euros
La Centrale des Pharmaciens : 32,7 millions d'euros
Le Réseau Santalis : 15,2 millions d'euros
Eurolease : 9,7 millions d'euros
Isipharm : 7,3 millions d'euros

## Les activités de la coopérative
Les activités de la coopérative Astera se divisent en 4 pôles :
- Répartition
- Soins à la personne
- Solutions à l'officine
- Solutions à l'industrie

### Astera répartition
L'activité principale d'Astera est celle de grossiste-répartiteur par le biais de la CERP Rouen, 2e répartiteur français avec 19,9 % de parts de marché.
La CERP Rouen met ainsi à la disposition de ses 6700 sociétaires plus de 32 000 références, livrables sous 24 heures depuis les 32 agences françaises du groupe.

### Astera Soins à la personne
Au travers de sa filiale Oxypharm et ses 27 sites, Astera propose des solutions pour que le pharmacien d'officine développe son activité de maintien à domicile et d'hospitalisation à domicile.
La filiale Vitaléa Médical met à disposition des EHPAD du matériel médical.
La filiale Air Marina est spécialisée dans le respiratoire.

### Astera Solutions à l'officine
Pour permettre au pharmacien de se consacrer à son cœur de métier, Astera et ses filiales proposent une gamme de services tels que :
- L'informatique officinal avec Isipharm, et son logiciel LEO
- La location financière avec Eurolease
- Une centrale d'achat, avec la Centrale des Pharmaciens
- Un accompagnement personnalisé, avec le réseau Les Pharmaciens Associés (Santalis)

Astera met également à disposition du pharmacien d'officine une aide juridique, une offre de formations, des services d'aide au management ou d'analyse de bilans.

### Astera Solutions à l'industrie
En décembre 2001, Astera crée le dépositaire pharmaceutique Eurodep, qui se positionne sur le direct officine.
En 2006, l’acquisition de Première Ligne, spécialiste de la vente de produits et services aux pharmaciens par téléphone, complète l'offre de services à l'industrie d’Astera.